# 雷卡斯泰洛峰

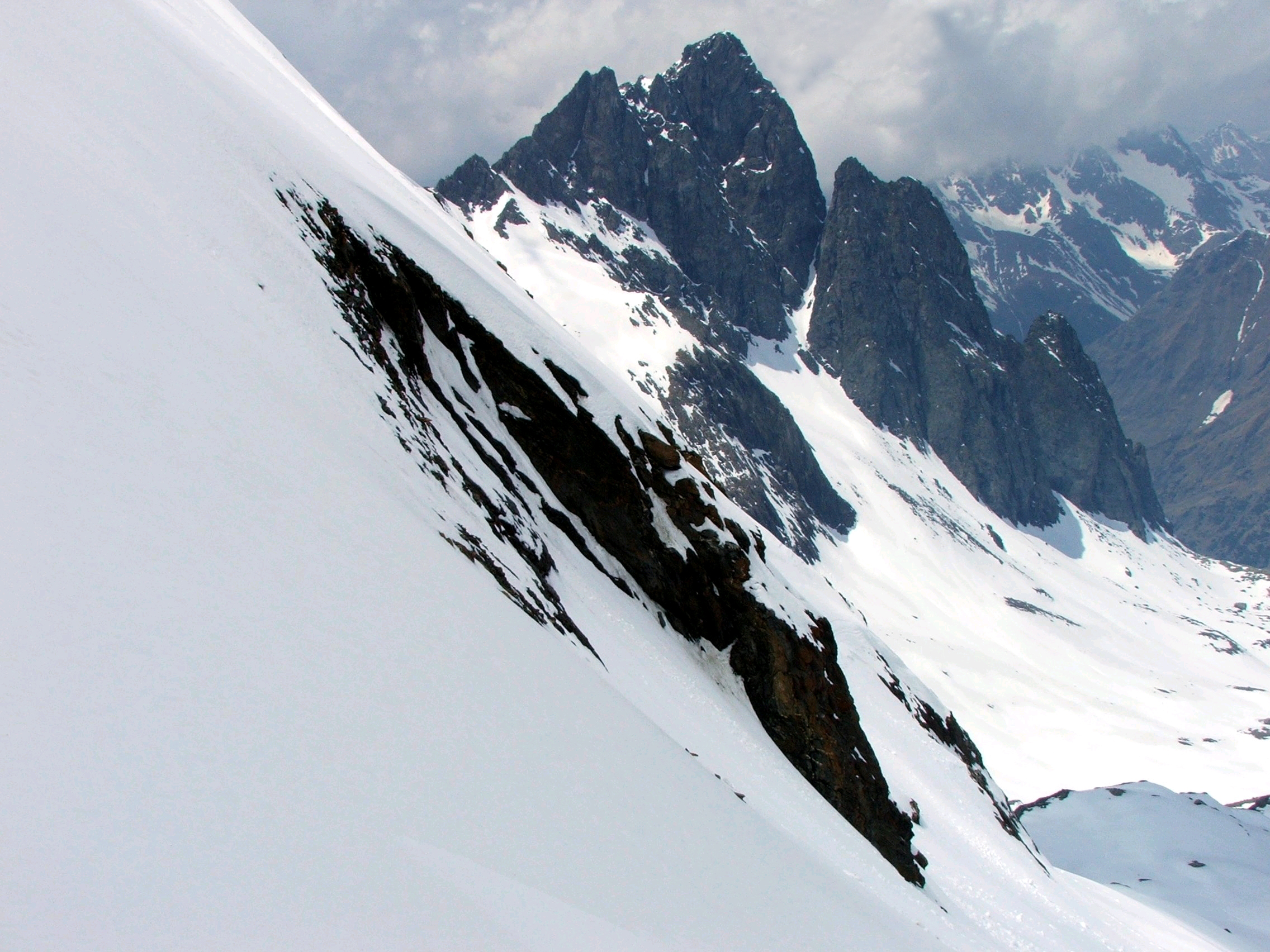

46°03′25″N 10°04′33″E / 46.05694°N 10.07583°E
雷卡斯泰洛峰（義大利語：Pizzo Recastello），是意大利的山峰，位於該國北部，由倫巴底大區負責管轄，屬於貝爾加莫阿爾卑斯山脈的一部分，海拔高度2,911米，每年平均降雨量1,386毫米。